# Delavan, Wisconsin
Delavan là một thành phố thuộc quận Walworth, tiểu bang Wisconsin, Hoa Kỳ. Năm 2000, dân số của thành phố này là 7956 người.